# Schistura chrysicristinae
Schistura chrysicristinae és una espècie de peix d'aigua dolça de la família Balitoridae i de l'ordre dels cipriniformes que es troba a Turquia.